# 里德納烏克蘭
46°19′35″N 32°39′37″E / 46.32639°N 32.66028°E
里德納烏克兰（烏克蘭語：Рідна Україна）是位於烏克蘭南部的村莊，由赫爾松州斯卡多夫斯克區的霍拉普里斯坦市鎮負責管轄。該村面積0.61平方公里，海拔高度30米，2001年人口177，人口密度每平方公里290.2人。